# Новоархангельская поселковая община
Новоархангельская поселковая община (укр. Новоархангельська селищна громада) — территориальная община в Голованевском районе Кировоградской области Украины.
Административный центр — посёлок Новоархангельск.
Население составляет 12690 человек. Площадь — 492,9 км².
В соответствии с распоряжением Кабинета Министров Украины от 12 июня 2020 года, в состав общины вошла территория Новоархангельского поселкового совета, а также Анновского, Каменецкого, Марьяновского, Свердликовского, Скалевского, Скалевско-Хуторского и Торговицкого сельских советов упразднённого Новоархангельского района

## Населённые пункты
В состав общины входит 1 посёлок и 20 сёл:
- Посёлок Новоархангельск
  - Журавка
  - Камышёво
  - Лозоватка
  - Синюха
  - Солдатское
- Каменецкий старостинский округ:
  - Каменечье
- Марьяновский старостинский округ:
  - Анновка
  - Диковичево
  - Кагарлык
  - Марьяновка
  - Новопетровка
  - Сабово
  - Червинка
- Свердликовский старостинский округ:
  - Свердликово
- Скалевский старостинский округ:
  - Голубенка
  - Скалевая
- Скалевско-Хуторской старостинский округ:
  - Кринички
  - Скалевские Хутора
- Торговицкий старостинский округ:
  - Левковка
  - Торговица